# Josep Maria Soler i Montaner
Josep Maria Soler i Montaner (La Bisbal d'Empordà, Baix Empordà, 12 de febrer de 1872 - 6 de desembre de 1936) fou instrumentista de flabiol i tible, director de cobla, de masses corals, mestre i compositor de sardanes.
La seva gran personalitat musical l'havia desenvolupat amb el seu mestre Carreras i Dagàs, que el va portar amb només 19 anys a debutar amb La Principal de la Bisbal, de la que en seria director a partir del 1894. Amb aquesta cobla aconseguiria importants èxits com els dels concursos de cobles del Teatre Novetats de Barcelona (1902) i de Girona (1906).
Va fundar i dirigir l'agrupació Els Rossinyols de les Gavarres de gran anomenada a l'època. El 1907 deixà la direcció de la cobla per passar a ser mestre de l'escola de música. Com a mestre, tingué un gran nombre de deixebles, Emili Saló n'és un exemple, que va representar una gran llavor pel món de la sardana.
Les seves sardanes tenien un forta personalitat i tècnica, poc freqüent pel seu temps, a l'altura de Pere Rigau i Josep Serra. Una de les que ha arribat als nostres dies, Or fi, ens en dona una idea. També són considerades entre les millors Festa anyal, amb un caire festiu i alegre sense caure en la vulgaritat, La polsosa del molí i La pabordessa.
També va escriure la glossa sobre la cançó popular Pastoret d'on véns i va obtenir els premis La Roser (Girona, 1917) i Sant Isidre (Banyoles, 1921).
Algunes de les seves obres formen part del projecte Erato Partitura Digital, amb títols com: Flores de otoño, Primavera, La Primera Ylusion, De Rompe y Rasga, Schotisch Fantastico y Danza Sonrosada, Vibrante, Canalla, Conquistador, Yrritante, El Matador, La Saltarina, Ecos del mar i El canto de la sirena.

## Sardanes premiades
- La pabordesa – 2n Premi Girona, 1906
- Solitud – 1r Premi Jocs Florals Centre Moral Girona, 1916
- La Roser – 4t Premi Jocs Florals Girona, 1917
- Sant Isidre – 3r Premi Banyoles, 1921
- Cau de les goges – 1r Premi Pro-Biada Mataró, 1922.[2]

## Sardanes per a cobla
| Any 1932 - A vela i rem - Agraïment - alegria del carrer, L\ - amabilitat, L\ - ametller florit, L\ - Ànecs i oques - aplec als Metges, L\ - Arenyenca - Bisbalenca - Blat segat Any 1929 - Blavor marina - Bona minyona - Brincadora - Brins de bruc - Brots de llorer - cabra daina, La - cacera, Una - Camperola - castanyeda, La - cau de les Gojes, El - Cirera d\'arbòs' - colomets, Els' - Conversant - dama i el cavaller, La - deliri, Un - desengany, Un | - dues flors, Les - enganya pastors, L\ - estimada, L\ - Festa anyal - filosa, La - Font Rovellada, La - galls, Els' - garsa, La - Gelosia - Gentilesa - Himne Català, (L\ - illa daurada, L\ - Lleugeresa - Marinenca - Matinera - merla enamorada, La - mestressa, La - mestressa, La per a veu solista i piano - minyoneta, La - Montnegre - nimfa del Daró, La - niuada, La - noble Porquera, La Any 1928 - noia, La Sardana per a cobla 1928 - núvia, La Sardana per a cobla - Nuvis Sardana per a cobla 1932c - Ondina del Ter Sardana per a cobla | Any 1907 - Or fi - Or fi per a veu solista i piano - puntejaire, La - Recuitera, La - Salt del cabrit, (El) - Sarrianenca - Sempreviva - sobirana, La Any 1932 - Pasqua florida - Pepeta, La - pi centenari, El - Pluja menuda - Poma de pastor, (La) Any 1916 - Solitud - son d\'en Fem, La - Sota l\'alzina' - Tarongina - tòrtores, Les - Tossenca - Trenca ametlles - Vesprada - Victoriosa - Xuclamel |

## Obra per a una cobla
- Pastoret, d'on vens?

## Altres arranjaments
- Cant d'infant de Joan Novell i Mestres, Sardana per a cobla
- Cant dels Ilergetes de Josep Pinyol i Mirada, Sardana per a cobla
- Cantar d'ocells de [[Anastasi	Sarret i Fontrodona]], Sardana per a cobla
- casament de la Pubilla, El de Joan Novell i Mestres, Sardana per a cobla
- festa bisbalenca, La de J. Guix, Sardana per a cobla
- Neus, La de Joan Novell i Mestres, Sardana per a cobla.[2]

## Altres títols
Valz-Jota, El Matador i Mazurka La Saltarina.
Sardanes
- 25è aniversari - A l'ombra dels pins - Animetes i flabiols - Bell tribut - Clavells i roses (violes) - Declaració - Dinant a la Moixina - Eixerideta - Entremaliada (revessa) - Esmeragdina (tenora, 1922) - Festejant - Flor de ginesta - Gentil figuerenca - Gentil primavera - Gracienca - Jorn alegre - L'amiga - L'ermita vella - L'estel del nord - L'oronell - La cigala - La garba - La ingènua - La mel - La mirada - La pabordessa - La polsosa del molí - La Roser - Llamp de Déu! - Llegenda - 'Lluitadora (revessa) - Mare meva - Marejadora (revessa) - Nupcial - Passionera - Primavera florida - Promesos - Rient - Romàntica - Saludadora - Sant Isidre - Santperenca - Tres ninetes.[2]